# 平和 (福岡市)
平和（）は、福岡県福岡市中央区及び南区に跨る地区の地名。現行の行政地名は　中央区平和三丁目及び五丁目並びに南区平和一丁目、二丁目及び四丁目（住居表示実施済）。面積は、中央区が34.38ヘクタール、南区が75.21ヘクタール、合計が109.59ヘクタール。2023年3月末現在の人口は、中央区が2,647人、南区が5,987人、合計が8,634人。郵便番号は、中央区が810-0016、南区が815-0071。

## 地理
福岡市の都心とされる中央区天神の南約3キロメートル、中央区の南端、南区の北西端に位置する。北北西で中央区小笹（）及び平尾（）と、東北東で南区市崎（）と、南南東で大池（）、寺塚（）及び長丘（）と、西南西で小笹と隣接している。全般的に丘陵地となっており、鴻巣山が近くにあるなど自然にも恵まれていることから閑静な住宅地として発展、教育施設も多い。また、南区平和四丁目は大部分が福岡市立の霊園である平尾霊園に占められている。
| 中央区平和の地図 | 南区平和の地図 |

### 都市計画
都市計画に関しては、「福岡市都市計画マスタープラン」において定められた方針については次のとおりである。交通ネットワークとして都市の骨格となる桧原比恵線の沿道は、商業、業務、サービス施設や中高層住宅などが連続した「都市軸」に位置付けられている。土地利用については、中央区平和三丁目及び五丁目並びに南区平和一丁目及び二丁目の各一部（北部）は、戸建住宅などの低層住宅が大部分を占めるが、一部中高層住宅などが立地する「低中層住宅ゾーン」に位置付けられ、低層住宅と中層住宅の調和などがまちづくりの視点とされている。南区平和一丁目及び二丁目の各一部（南部）は、戸建住宅などの低層住宅を主とする「低層住宅ゾーン」に位置付けられ、良好な住環境の保全・形成などがまちづくりの視点とされている。平尾霊園、平和南緑地、鴻巣山南緑地なども含む南区平和四丁目は、豊かな自然資源を保全した「山地・丘陵地」に位置付けられ、緑地の保全、育成や無秩序な開発の抑制がまちづくりの視点とされている。用途地域については次のとおりである。桧原比恵線及び博多駅鳥飼線（筑肥新道）の道路境界線より概ね50メートルの範囲は第二種住居地域に、上記を除き、平和桧原線のうち平和一丁目交差点から平和二丁目交差点までの道路境界線より概ね30メートルの範囲及び平和一丁目のうち平和2868号線から北側の範囲は第二種中高層住居専用地域に、上記を除き、平和一丁目及び二丁目の一部（北側）、平和三丁目の平和441号線、445号線、450号線及び453号線の北側並びに平和町小笹線の西側の範囲並びに平和四丁目の一部（南側）の範囲は第一種中高層住居専用地域に、これら以外の地域は第一種低層住居専用地域に指定されている。風致地区については、南区平和一丁目及び二丁目の各一部（西側）並びに平和四丁目の全てが次の地区に含まれており、建築物の建築、宅地の造成、木竹の伐採その他の行為について、都市の風致を維持するための規制がかけられている。
- 「鴻巣山風致地区」[注釈 1]

建築基準法に基づく建築協定については、次の区域について協定が定められ、住宅地としての環境を高度に維持促進することについて協定が締結されており、通常の用途地域の規制に加えて、さらに建築物の高さ、用途等に関する制限が加えられている。
- 「平和1丁目27番、28番、29番、30番建築協定」[注釈 2]
- 「平和2丁目建築協定」[注釈 3]

また、都市緑地法に基づく規制については、次の特別緑地保全地区が指定されており、建築物の建築等の行為について制限がかけられている。
- 「鴻巣山特別緑地保全地区」[注釈 4]
- 「平和南特別緑地保全地区」[注釈 5]
- 「平和西特別緑地保全地区」[注釈 6]
- 「平和北特別緑地保全地区」[注釈 7]
- 「平和東特別緑地保全地区」[注釈 8]
- 「平和特別緑地保全地区」[注釈 9]

## 語源
町名は戦災からの復興と平和社会の提供を目指して命名された。

## 歴史
1953年（昭和28年）7月に、福岡市は市として実施する最初の土地区画整理事業として、現在の平和を含む平尾地区において「平尾地区土地区画整理事業」に着手し、1964年（昭和39年）11月に完了した。土地利用としては、旧陸軍の射撃場跡地を小中学校、公園等の敷地として確保し、また、地区内に都市計画により「福岡市立平尾霊園」を造成するなど、公共施設の用に供する土地が占める率の高い閑静な住宅地を形成している。

### 町域の変遷
| 住居表示実施後               | 実施年月日         | 住居表示実施前（各大字の一部）                   |
| ---------------------------- | ------------------ | ------------------------------------------------ |
| 平和一丁目から平和五丁目まで | 1964年（昭和39年） | 平和町・上高宮町・大字平尾・大字高宮・大字下長尾 |

※三丁目と五丁目は1982年（昭和57年）に中央区へ編入された。

## 人口
中央区平和三丁目及び五丁目の合計並びに南区平和一丁目、二丁目及び四丁目の合計について、それぞれ人口の推移を福岡市の住民基本台帳（公称町別）に基づき示す（単位：人）。集計時点は各年9月末現在である。

### 中央区平和三丁目及び五丁目
- 2001年（平成13年）：2,771
- 2002年（平成14年）：2,902
- 2003年（平成15年）：2,957
- 2004年（平成16年）：2,874
- 2005年（平成17年）：2,846
- 2006年（平成18年）：2,859
- 2007年（平成19年）：2,868
- 2008年（平成20年）：2,828
- 2009年（平成21年）：2,813
- 2010年（平成22年）：2,786
- 2011年（平成23年）：2,806
- 2012年（平成24年）：2,850
- 2013年（平成25年）：2,882
- 2014年（平成26年）：2,804
- 2015年（平成27年）：2,731
- 2016年（平成28年）：2,798
- 2017年（平成29年）：2,746
- 2018年（平成30年）：2,720
- 2019年（令和元年）：2,659
- 2020年（令和2年）：2,744
- 2021年（令和3年）：2,708
- 2022年（令和4年）：2,695

### 南区平和一丁目、二丁目及び四丁目
- 2001年（平成13年）：5,125
- 2002年（平成14年）：5,235
- 2003年（平成15年）：5,299
- 2004年（平成16年）：5,241
- 2005年（平成17年）：5,339
- 2006年（平成18年）：5,314
- 2007年（平成19年）：5,470
- 2008年（平成20年）：5,555
- 2009年（平成21年）：5,524
- 2010年（平成22年）：5,541
- 2011年（平成23年）：5,561
- 2012年（平成24年）：5,567
- 2013年（平成25年）：5,765
- 2014年（平成26年）：5,853
- 2015年（平成27年）：5,837
- 2016年（平成28年）：5,813
- 2017年（平成29年）：5,861
- 2018年（平成30年）：5,804
- 2019年（令和元年）：5,755
- 2020年（令和2年）：5,713
- 2021年（令和3年）：5,863
- 2022年（令和4年）：6,003

## 校区
公立小・中学校の校区は次のとおり。

### 中央区平和三丁目、五丁目
- 小学校：福岡市立小笹小学校（中央区平和五丁目13番1号）
- 中学校：福岡市立平尾中学校（中央区平和五丁目11番1号）

### 南区平和一丁目、二丁目
- 小学校：福岡市立西高宮小学校（南区平和一丁目6番55号）
- 中学校：福岡市立高宮中学校（南区大楠三丁目11番1号）

### 南区平和四丁目
- 小学校：福岡市立長丘小学校（南区長丘二丁目22番42号）
- 中学校：福岡市立長丘中学校（南区長丘二丁目26番1号）

## 主な施設

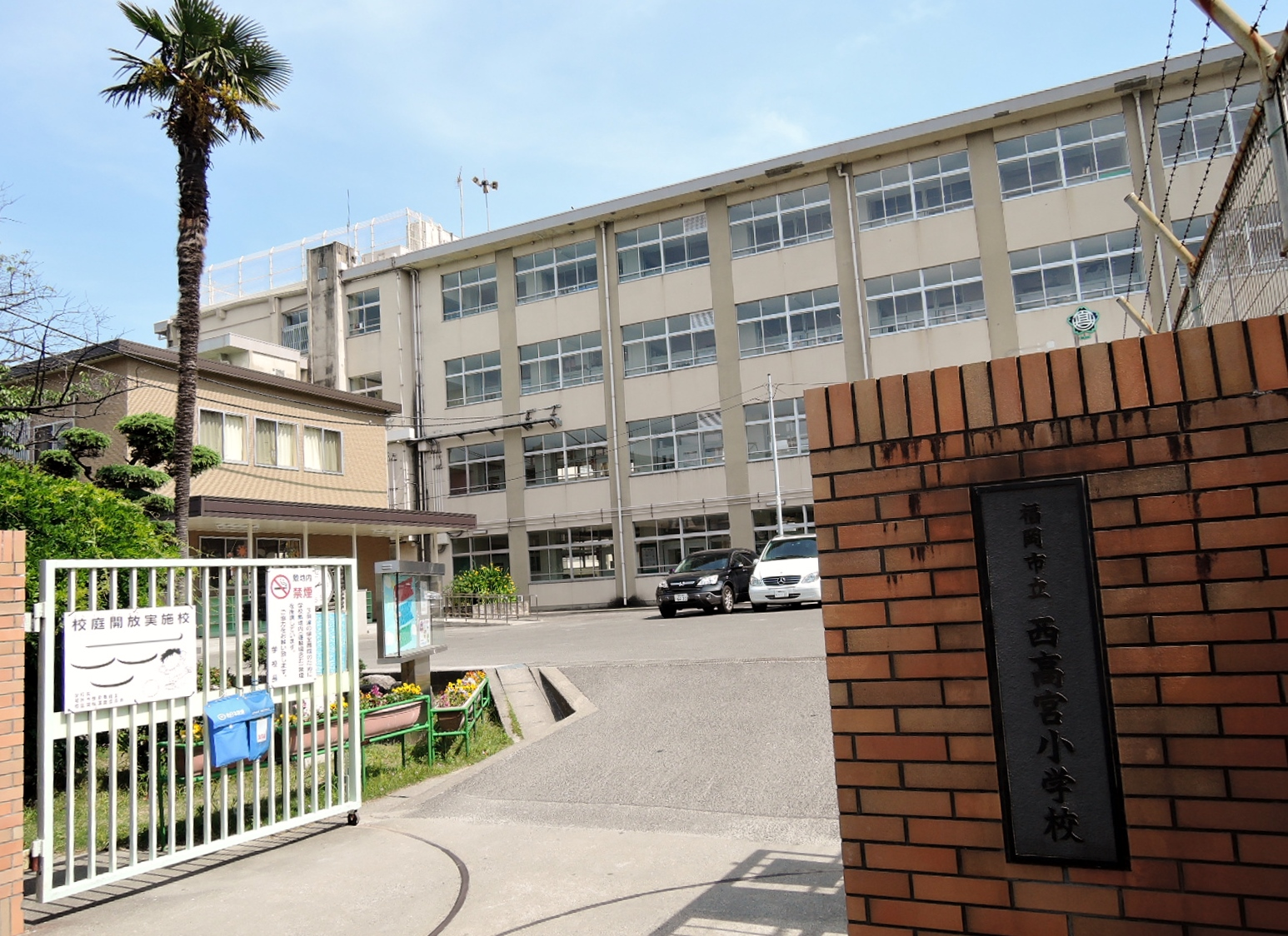
福岡市立西高宮小学校

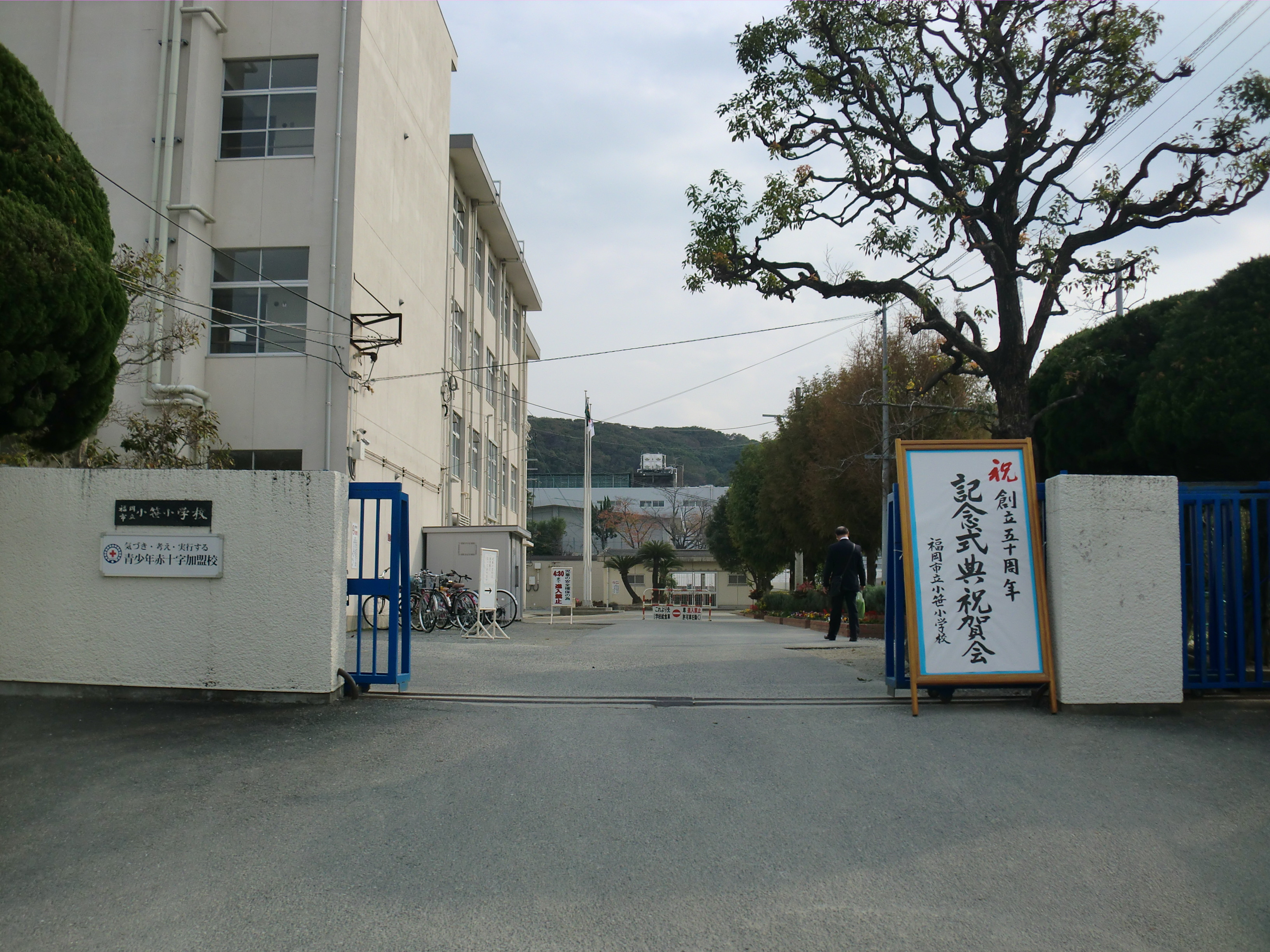
福岡市立小笹小学校

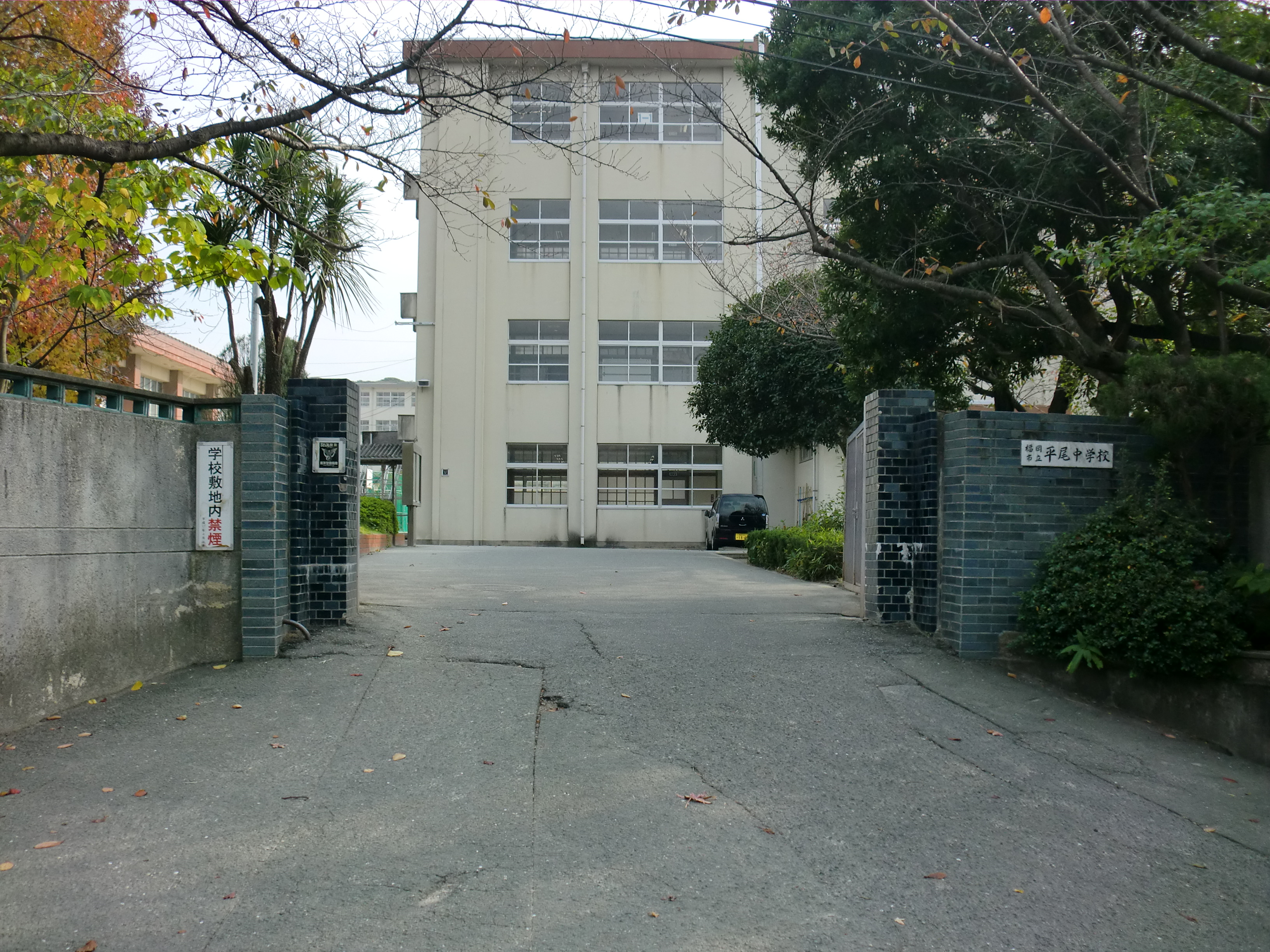
福岡市立平尾中学校

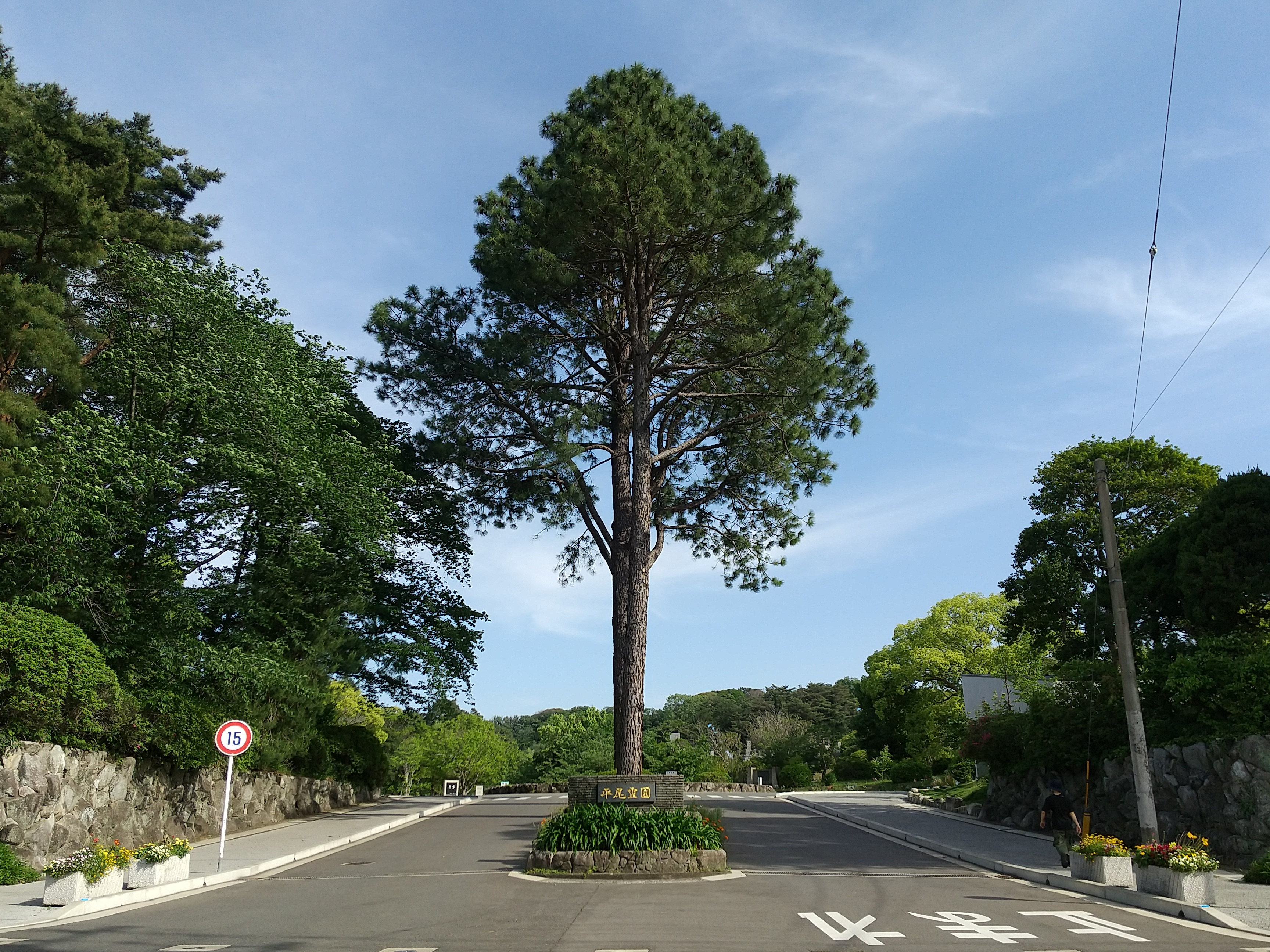
平尾霊園正面入口

- 一丁目（南区）
  - 福岡市立西高宮小学校
  - 平和東緑地

- 二丁目（南区）
  - 長崎阿蘭陀珈琲館[18]
  - わたなべ平和の杜

- 三丁目（中央区）
  - 福岡草苑[19]

- 四丁目（南区）
  - 福岡市立平尾霊園
  - 平和南緑地
  - 鴻巣山遊歩道
  - 鴻巣山緑地

- 五丁目（中央区）
  - 福岡市立小笹小学校
  - 福岡市立平尾中学校
  - 福岡県警察学校
  - 平和中央公園
  - ファッションセンターしまむら平和店[20]

## 交通

### 道路
主な幹線道路は次の通り。

#### 県道
- 福岡県道555号桧原比恵線（通称・山荘通り[注釈 11]）

#### 市道
市道は次の通り。括弧内は福岡市道路愛称等。
- 博多駅鳥飼線（筑肥新道）
- 平和桧原線
- 大楠平和線
- 平和町小笹線

### 鉄道
町内に鉄道は走っていないが、町外の鉄道駅までの距離については差があり、利便性の高い地域もある。町域の西方に西日本鉄道が運営する西鉄天神大牟田線が通っており、駅は町外であるが、最寄りの駅は次の通り。
- 薬院駅（距離は道程で約1.3から3.5キロメートル）
- 西鉄平尾駅（同約0.6から2.8キロメートル）
- 高宮駅（同約1.4から2.9キロメートル）

また、町域の北方に走る城南線の地下に福岡市交通局が運営する福岡市地下鉄七隈線が通っており、駅は町外であるが、最寄りの駅は次の通り。
- 薬院大通駅（距離は道程で約1.4から3.6キロメートル）
- 桜坂駅（同約2.1から2.8キロメートル）

なお、かつては国鉄筑肥線が地区の北側を走っていた。

### バス
バスについては、西日本鉄道株式会社が運営する西鉄バスが近くに走る幹線道路で運行しており、次の停留所がある。
- 桧原比恵線沿い：山荘通、南山荘通、平和三丁目、平和五丁目
- 大楠平和線及び平和桧原線沿い：西高宮小学校、平和二丁目、平和一丁目